# Análise macro-histórica
A análise macro-histórica é um método histórico, que tem como objetivo a identificação de tendências gerais ou de longo prazo na história. Esse tipo de método está normalmente associado a tradições científicas estruturalistas.
Esse tipo de análise tem como principal alternativa metodológica a que se conhece por análise de micro-história, método associado a um gênero historiográfico que põe em foco recortes específicos de eventos e acontecimentos para uma compreensão mais densa e profunda em pequena escala.